# Villiers-Saint-Benoît
Villiers-Saint-Benoît ist eine französische Gemeinde mit 433 Einwohnern (Stand: 1. Januar 2022) im Département Yonne in der Region Bourgogne-Franche-Comté (bis 2015: Burgund). Die Gemeinde gehört zum Arrondissement Auxerre und zum Kanton Cœur de Puisaye (bis 2015: Kanton Toucy). Die Bewohner nennen sich Villerois.

## Geografie
Villiers-Saint-Benoît liegt in der Landschaft Puisaye, etwa 27 Kilometer westlich von Auxerre an der Ouanne und am Vrin. Umgeben wird Villiers-Saint-Benoît von den Nachbargemeinden Sommecaise im Norden, Le Val d’Ocre im Nordosten, Merry-la-Vallée im Osten, Toucy im Südosten, Dracy im Süden, Tannerre-en-Puisaye im Südwesten, Champignelles im Westen und Südwesten sowie Charny Orée de Puisaye im Westen und Nordwesten.

## Bevölkerungsentwicklung
| Jahr                      | 1962 | 1968 | 1975 | 1982 | 1990 | 1999 | 200 | 2013 |
| Einwohner                 | 551  | 521  | 527  | 434  | 430  | 429  | 498 | 511  |
| Quelle: Cassini und INSEE |      |      |      |      |      |      |     |      |

## Sehenswürdigkeiten

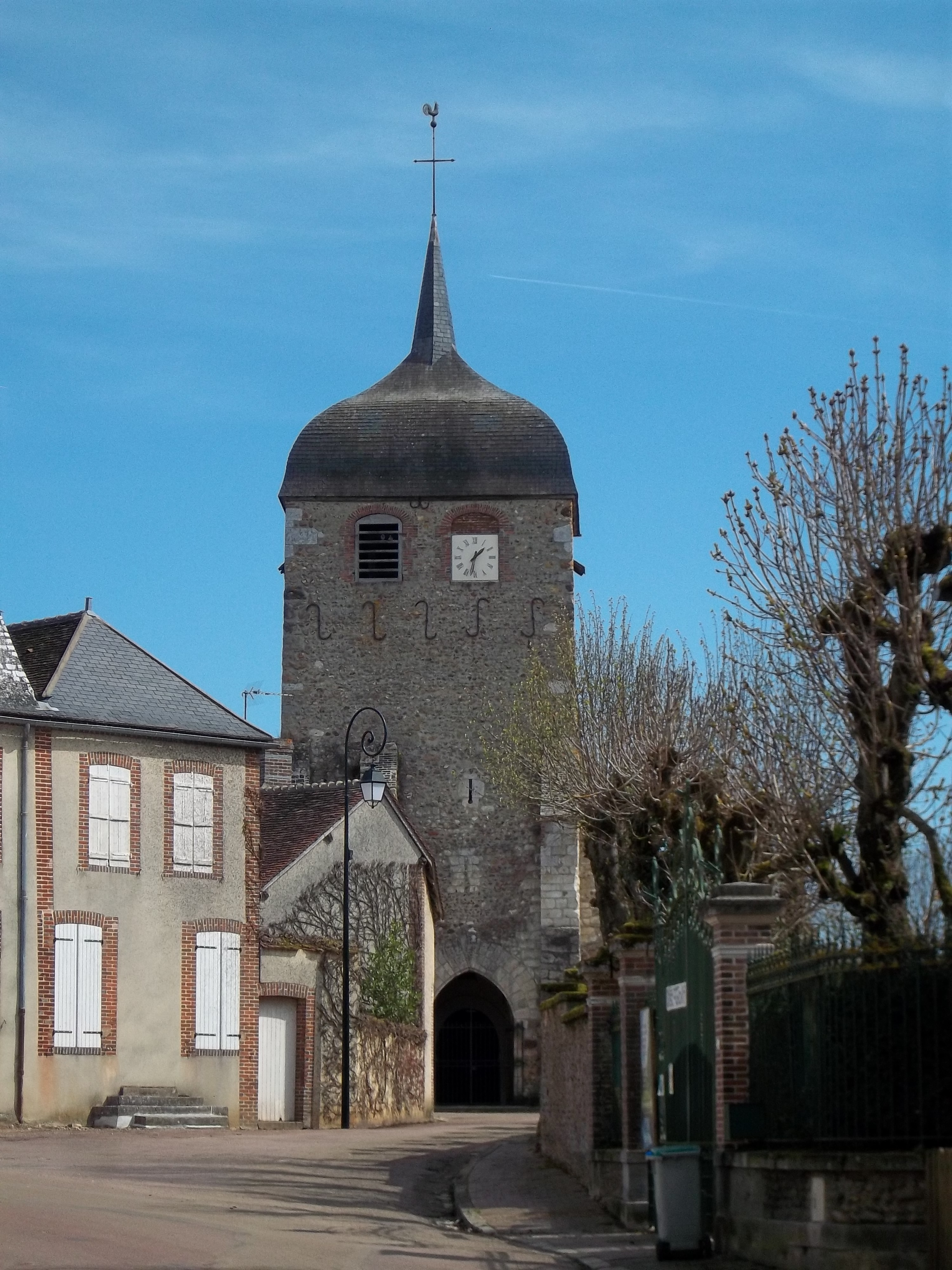
Kirche Saint-Benoît
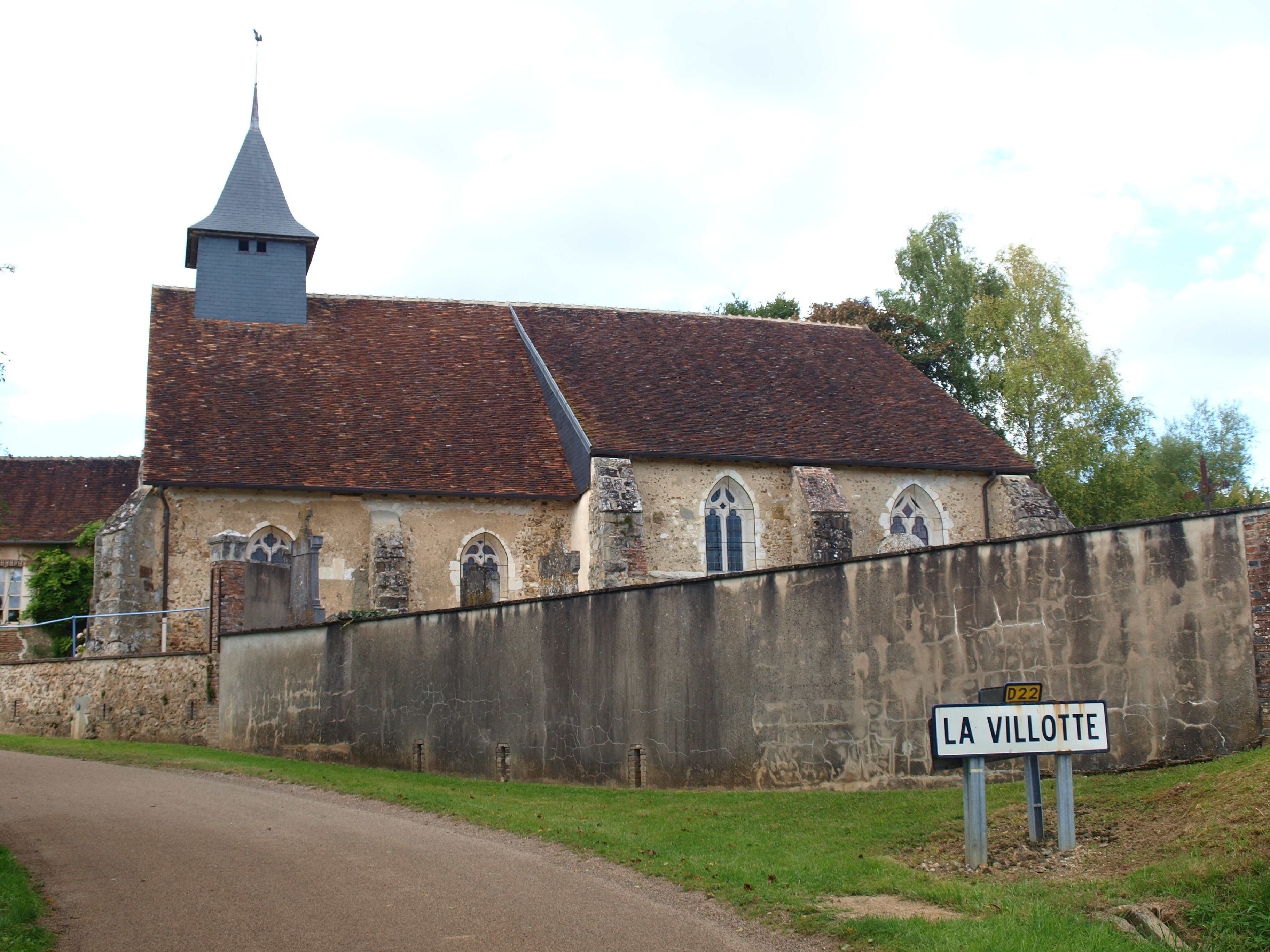
Kirche Saint-Loup in La Villotte
- Brücke über die Ouanne

- Kirche Saint-Benoît
- Kirche Saint-Loup